# Хохлатка Семёнова
Хохла́тка Семёнова (лат. Corýdalis seménowii) — вид двудольных цветковых растений, включённый в род Хохлатка (Corydalis) подсемейства Дымянковые (Fumarioideae) семейства Маковые (Papaveraceae).

## Название
Видовой эпоним лат. semenowii присвоен растению в честь выдающегося русского географа, ботаника, энтомолога и путешественника Петра Петровича Семёнова-Тян-Шанского (1827—1914), впервые собравшего растение для научного описания.

## Ботаническое описание
Многолетнее травянистое растение с удлинённым ветвистым цилиндрическим корнем, образующим у основания каудекс. Стебли 30—60 (до 75) см высоты, довольно толстые, полые, округло-гранистые, густо облиственные, с веточками в пазухах листьев.

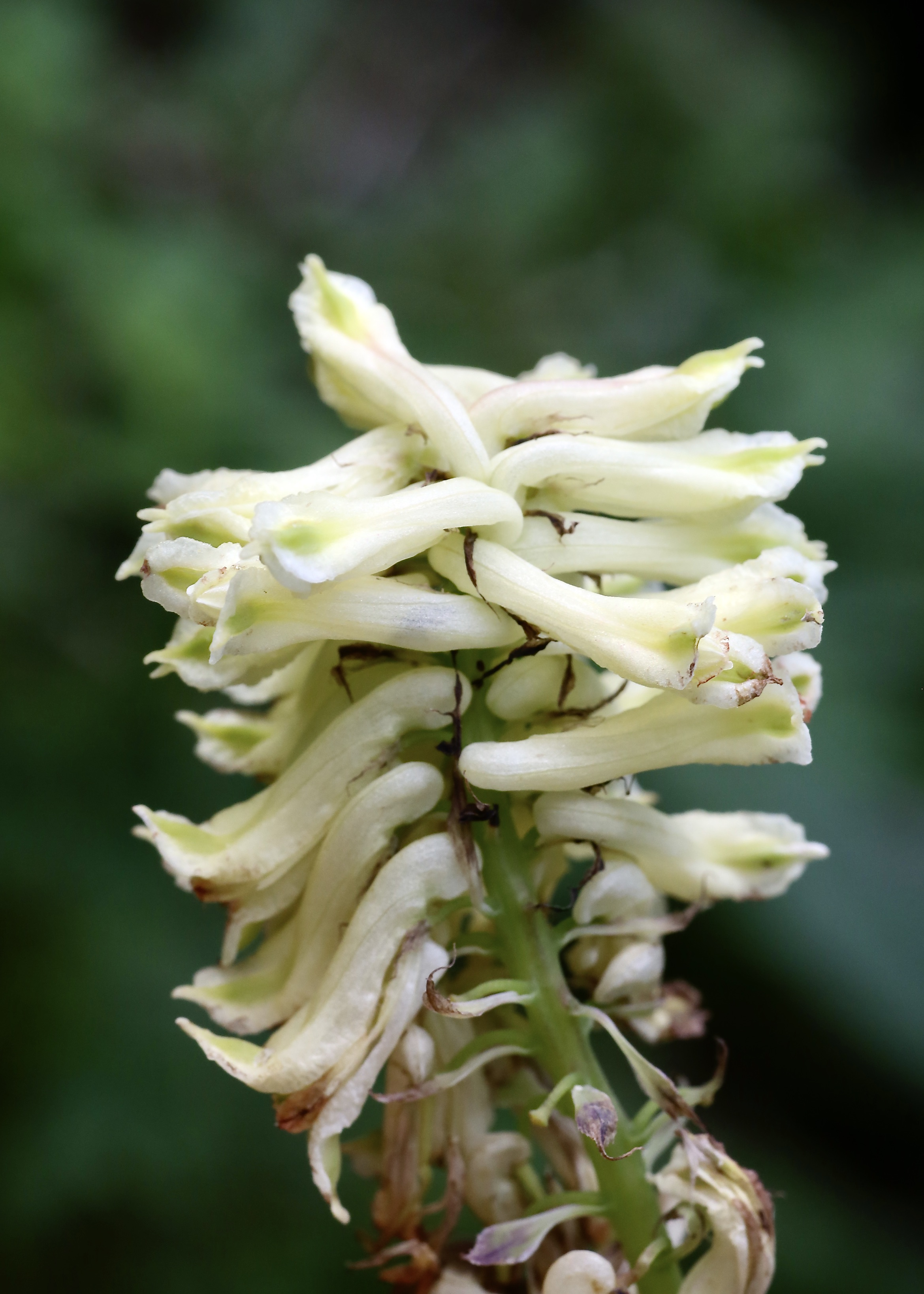
Соцветие

Нижние стеблевые листья теневого типа, ярко-зелёные снаружи, более бледные с внутренней стороны; сидят на плосковатых крылатых черешках до 5 см длиной, крупные, размером 15—30 (до 35) × 7—12 (до 15) см, в очертании треугольно-яйцевидные, дважды перисто-рассечённые с 4—8 парами сегментов, сидящих на черешочках до 1 см длиной; доли сегментов в числе 1—3 пар, сидячие или коротко черешковые, тонкие до плёнчатых, косые, широко-яйцевидные, яйцевидные или продолговатые, крупнозубчатые или лопастные, с остриями на концах. Верхние стеблевые листья мельче, почти сидячие, той же формы что и нижние.

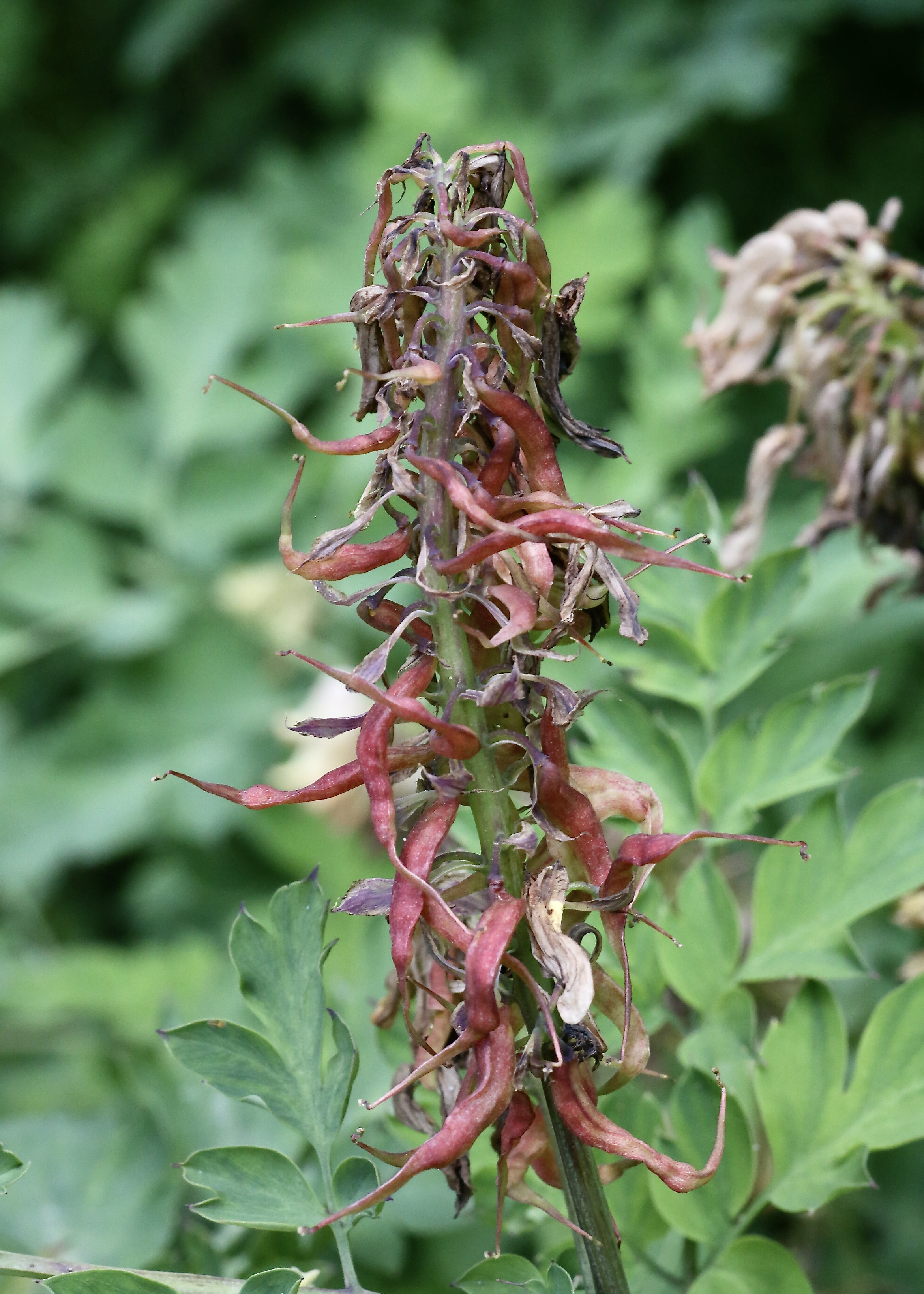
Соплодие

Кисть простая или при основании коротко ветвистая (часто), плотная, с 20—40 сближенными цветками, цилиндрически-головчатая, 3—7 (до 10) см длиной.  Цветоножки короткие, 3—4 мм длиной, при плодах отогнутые вниз. Прицветники линейные, удлинённые, плёнчатые, по краю иногда мелкозубчатые, длиннее цветоножек. Чашелистики мелкие (2—3 × 1 мм длиной), яйцевидно-продолговатые, плёнчатые, острые, по краю мелкозубчатые. Венчик кремово-белый или светло-жёлтый, иногда с розоватой спинкой верхнего наружного лепестка, 1,0—1,5 см длиной. Наружные лепестки, с нешироким отгибом (отгиб верхнего лепестка с небольшой зеленоватой выпуклостью посередине), по краю спереди неясно городчато-зубчатые, на верхушке с коротким остроконечием. Шпорец вниз изогнутый, короткий (около 3—4 мм длиной), мешковидный, тупой. Пестик длинный, тонкий, резко согнутый под рыльцем; рыльце маленькое, двухлопастное. 
Плоды — 5—8-семянные стручковидные коробочки, повислые или отклоненные, линейные, немного искривлённые, размером 15—20 × 2—3 мм, плоские, с тонкими створками, на верхушке длинно и тонко заострённые в тонкий носик, незаметно переходящий с столбик. Семена чёрные, блестящие, с едва заметной точечностью, без карункулы.
Вегетирует всё лето. Цветёт и плодоносит в июне—августе (в зависимости от региона).

## Ареал
Произрастет на территориях Кыргызстана, Казахстана и на севере Синьцзян-Уйгурского автономного района на средних высотах Тянь-Шаня по склонам хребтов Тескей-Ала-Тоо, Кетмень, Джунгарский Алатау и Заилийский Алатау.

## Экология
Теневой гигрофит, произрастающий в горно-лесном поясе (1500—3000 м над уровнем моря) в ельниках, реже в лиственных лесах, часто вблизи горных рек и водопадов.

## Классификация

### Таксономия
Corydalis semenowii Regel & Herder, 1864, Bull. Soc. Imp. Naturalistes Moscou 37(I): 407: 4. Вид описан из Заилийского Алатау (ущелье Курмекты на высоте 1500 над уровнем моря), где был собран П. П. Семёновым-Тян-Шанским.
Вид Хохлатка Семёнова относится к роду Хохлатка (Corydalis) секции Bipapillatae Lidén (или Bilobatae Michajlova) трибы Дымянковые (Fumarieae) подсемейства Дымянковые (Fumarioideae) семейства Маковые (Papaveraceae) порядка Лютикоцветные (Ranunculales).
Кладограмма в соответствии с Системой APG IV
|  |                          |  |                                   |                                   |                   |  | ещё 6 семейств, в том числе Лютиковые, Луносемянниковые, Барбарисовые | ещё 6 семейств, в том числе Лютиковые, Луносемянниковые, Барбарисовые |                                            |  |  |  | еще 20 родов                 | еще 20 родов      |  |  |
|  |                          |  |                                   |                                   |                   |  | ещё 6 семейств, в том числе Лютиковые, Луносемянниковые, Барбарисовые | ещё 6 семейств, в том числе Лютиковые, Луносемянниковые, Барбарисовые |                                            |  |  |  | еще 20 родов                 | еще 20 родов      |  |  |
|  |                          |  |                                   | порядок Лютикоцветные             |                   |  |                                                                       |                                                                       | подсемейство Дымянковые                    |  |  |  |                              | Хохлатка Семёнова |  |  |
|  |                          |  |                                   | порядок Лютикоцветные             |                   |  |                                                                       |                                                                       | подсемейство Дымянковые                    |  |  |  |                              | Хохлатка Семёнова |  |  |
|  | клада Цветковые растения |  |                                   |                                   | семейство Маковые |  |                                                                       |                                                                       | род Хохлатка                               |  |  |  |                              |                   |  |  |
|  | клада Цветковые растения |  |                                   |                                   |                   |  |                                                                       |                                                                       |                                            |  |  |  |                              |                   |  |  |
|  |                          |  | ещё 63 порядка цветковых растений | ещё 63 порядка цветковых растений |                   |  |                                                                       | ещё 1 подсемейство Маковые (Papaveroideae)                            | ещё 1 подсемейство Маковые (Papaveroideae) |  |  |  | еще 537 подтвержденных видов |                   |  |  |
|  |                          |  |                                   | ещё 63 порядка цветковых растений |                   |  |                                                                       |                                                                       | ещё 1 подсемейство Маковые (Papaveroideae) |  |  |  |                              |                   |  |  |

### Синоним
- Capnoides semenowii Kuntze, 1891